# 春は溶けて
「春は溶けて」は、indigo la Endの楽曲。12作目の配信限定シングルとして2022年3月18日に、ワーナーミュージック・ジャパンからリリースされた。

## 概要
前作「邦画」以来約3か月ぶりのリリースとなった。本作は、川谷絵音が作詞作曲プロデュースを手掛け、自身と、ホリエアツシ (ストレイテナー)、yama、長屋晴子 (緑黄色社会)、北村匠海 (DISH//)、三原健司 (フレデリック)により結成された期間限定ユニットRadio Bootsy名義（後述）でリリースされていた楽曲のセルフカバーバージョンとなっている。DISH//の曲のオンエア回数が多い有線放送でも北村の名前を出して大々的に宣伝していた。
本楽曲は、FM802 × 阪神高速 ACCESS!のキャンペーンソングとして書き下ろされており、配信だけでなくミュージックビデオも期間限定となっていた。indigo la Endによるセルフカバーバージョンのミュージックビデオは、2022年4月17日にYouTubeにて公開された。

## 収録曲
1. 春は溶けて
  - 作詞・作曲：川谷絵音

## Radio Bootsyによるバージョン
FM802 × 阪神高速 ACCESS!キャンペーンの一環で川谷絵音を中心に結成されたユニットRadio Bootsyによるバージョン。2021年4月26日から同年9月30日までの間、期間限定で各種音楽配信サービスにてリリースされていた。

### 参加アーティスト
1. - Vocal：川谷絵音、北村匠海（DISH//）、長屋晴子（緑黄色社会）、三原健司（フレデリック）、ホリエアツシ（ストレイテナー）、yama
  - Arrange & Keyboards：トオミヨウ
  - Guitar：石成正人
  - Drums：玉田豊夢
  - Bass：安達貴史
  - Strings：真部裕
  - Chorus：相沢